# Ivan Filipiev
Ivan Nikolaïevitch Filipiev (en russe : Иван Николаевич Филипьев, en translittération anglaise Ivan Filipjev, ou Philipiev) est un parasitologiste et biologiste marin et premier spécialiste russe des nématodes, né le 25 mai 1889 (6 juin dans le calendrier grégorien) à Saint-Pétersbourg et mort le 22 octobre 1940 à Almaty.

## Biographie
Dès 1909, juste après son diplôme de l'université impériale de Pétersbourg, il part étudier les organismes marins à la Stazione zoologica Anton Dohrn de Naples puis à la station de biologie marine de Villefranche-sur-Mer. Il est ensuite retourné en Union des républiques socialistes soviétiques où il a enseigné et travaillé au sein de l'Académie des sciences de Russie à l'institut de zoologie. Au cours de l'été 1928, il participe au Congrès international d'entomologie à Ithaca, où il a pu se familiariser avec les travaux des nématologistes américain dont ceux du laboratoire de Nathan Augustus Cobb (1859-1932). Il s'est rendu en Allemagne et en Grande-Bretagne et est devenu membre de la Helminthological Society of Washington, de la American Society of Applied Entomologists, de la Société entomologique de France par exemple. Le 26 mai 1933, il est muté au département de zoologie de l'Académie des sciences du Kazakhstan à Almaty où il restera jusqu'à la fin de ses jours. Il s'est consacré aux nématodes de l'Arctique.
Il a publié plus de quarante documents portant sur la parasitologie. Intéressé par l'entomologie et l'écologie, il a également publié une dizaine d'ouvrages sur ces domaines. Il a décrit plus de 160 nouvelles espèces, une vingtaine de genres, créé un nouveau système de classification, et mis au point de nouvelles méthodes de recherche.

## Publication
- "Zur Organisation von Tocophyra quadripartita" (Arch. Protistenkunde, Bd. 21: 117-142, 1910)
- Les Nématodes libres des mers septentrionales appartenant à la famille des Enoplidae / I. N. Filipjev. éditeur Amsterdam : Linnaeus Press, 1975.